# ایر چاد
ایر چاد (به انگلیسی: Air Tchad) یک شرکت هواپیمایی با کد یاتا HT است که در تاریخ ۲۴ ژوئن ۱۹۶۶ میلادی تأسیس شده و در تاریخ ۴ اوت ۱۹۶۶ فعالیتش را آغاز کرده‌است.